# Agnieszka Heska
Agnieszka Heska (ur. 31 maja 1527 w Marburgu, zm. 4 listopada 1555 w Weimarze) – księżniczka heska z dynastii Hessen, księżna elektorowa Saksonii a następnie księżna Sachsen-Coburg-Eisenach.

## Życiorys
Najstarsza córka landgrafa Hesji Filipa Wielkodusznego i jego pierwszej żony - księżniczki saskiej Krystyny z dyn. Wettynów. Jej dwaj bracia byli założycielami dwóch gałęzi dynastii heskiej: linii Hessen-Kassel i linii Hessen-Darmstadt.
9 stycznia 1541 roku wyszła za mąż za księcia saskiego Maurycego z dynastii Wettynów (linii albertyńskiej), któremu urodziła dwoje dzieci:
- Annę (1544-1577), późniejszego księżną orańską jako żonę Wilhelma I Orańskiego,
- Albrechta (1545-1546)[2].

Małżeństwo między nimi nie było zaaranżowane przez rodziców, lecz zostało zainicjowane przez samych Maurycego i Agnieszkę, co w tym czasie było dość niezwykłe. Ich zachowane listy świadczą o stałej przyjaźni i wzajemnym zaufaniu między małżonkami.
Agnieszka została poinformowana o planach politycznych męża. Po otrzymaniu przez niego w 1547 roku od cesarza Karola V Habsburga tytułu elektora Saksonii oraz części dóbr, należących do linii ernestyńskiej Wettynów, uzyskała status księżnej elektorowej. Po śmierci matki Krystyny w 1549 roku wzięła na wychowanie swoje młodsze rodzeństwo.
Elektor Maurycy zmarł w dniu 9 lipca 1553 z powodu odniesionych ran w bitwie pod Sievershausen, zaś rządy po nim objął jego młodszy brat August Wettyn.
26 maja 1555 roku była księżna elektorowa wyszła drugi raz za mąż za księcia Sachsen-Coburg-Eisenach Jana Fryderyka II z dynastii Wettynów (linii ernestyńskiej) - najstarszego syna ostatniego elektora Saksonii z linii ernestyńskiej Wettynów. W tym czasie była już w złym stanie zdrowia, zaś sześć miesięcy później zmarła wskutek poronienia.